# Trebežinče
Trebežinče (nemško Trebesing) je naselje v Občini Trebežinče v Avstriji v Okraju Špital ob Dravi  na Koroškem oz. na Zgornjem Koroškem, SV od mesta Špitala ob Dravi in severno od Miljskega jezera, južno od Sovodnja. Leži na nadmorski višini 735 metrov, v dolini med Krškimi Alpami in Visokimi Turami.